# Стрий (станція)
Стрий — вузлова позакласна сортувальна залізнична станція Львівської дирекції Львівської залізниці на перетині ліній Львів — Стрий, Стрий — Івано-Франківськ, Стрий — Батьово, Ходорів — Стрий та Стрий — Самбір. Розташована в однойменному місті Львівської області.

## Історія
Історія залізниці в Стрию починається 5 вересня 1870 року, коли була підписана концесія на будівництво Дністрянської залізниці. 
Впродовж 1872—1875 років через місто Стрий побудована Дністрянська залізниця. 16 листопада 1873 року відкрита станція Стрий і новозбудованою дільницею розпочався рух перших поїздів до станції Самбір. Упродовж першого десятиліття залізниця активно розбудовувалася: того ж 1873 року побудована залізнична лінія до Львова. 1874 року побудовані паровозоремонтні майстерні та локомотивне депо, де базувались паровози KkStB 180. На той час станція входила до складу Залізниці Ерцгерцога Альбрехта (Галицька Трансверсальна залізниця). У Стрию залізниця Ерцгерцога Альбрехта з'єднувалася з Дністрянською залізницею.
1872 року прокладена лінія до Хирова через Дрогобич та Самбір, 1875 року — до Станіслава (нині — Івано-Франківськ), 1885 року відкрита залізнична лінія до станції Сколе, а впродовж 1886—1887 років збудована залізнична лінія до Воловця.
Активне будівництво тривало аж до кінця XIX століття: 1885 року відкрита дільниця до станції Сколе, у 1899 році побудувана лінія до Ходорова. Таким чином, Стрий перетворився на найважливіший залізничний вузол.
Деякий час після Другої світової війни начальником станції працював рідний брат Вікторії Брежнєвої, дружини Леоніда Брежнєва. Однак пропрацював тут він не тривалий час — колектив явно був налаштований проти нього, згодом він переїхав до Харкова, а потім до Москви.
У 1961 році станція електрифікована постійним струмом (=3 кВ) в складі дільниці Лавочне — Стрий — Львів.

## Вокзал
Стрий завжди був першою мішенню в безлічі воєн, і у всіх випадках вокзал зазнавав руйнувань. Перша дерев'яна «станція колійова», побудована у 1872—1875 роках, згоріла під час великої пожежі 1886 року. Наступний кам'яний вокзал був збудований перед Першою світовою війною, який був знищений відступаючими частинами Російської імперії, а цегляний одноповерховий, збудований за часів Польщі, підірваний під час відступу військ нацистської Німеччини у 1944 році. 
У 1953 році побудований четвертий за рахунком двоповерховий вокзал на місці квиткових кас, ця будівля і досі обслуговує пасажирів. Будівлю вокзалу зведено у типовому стилі для авторитарного режиму — помпезний образ із застосуванням класичного декору у вигляді колон і ліпнини. У 2015—2016 роках проведена капітальна реконструкція вокзалу — оновлено фасад та внутрішні приміщення вокзалу.

## Пасажирське сполучення
Через станцію Стрий прямують пасажирські поїзди до Львова, Мукачево, Чопа, Ужгорода, Запоріжжя, Одеси, Харкова, Будапешта, Відня. 
З 11 грудня 2016 року через день призначений нічний експрес «Сковорода-Експрес» (тоді  — поїзд мав назву «Мрія») сполученням Харків — Ужгород, що прямує через Полтаву, Миргород, Київ, Львів, і долає відстань за одну ніч через всю країну.
Поблизу вокзалу розташований міжміський автовокзал, від якого курсують автобуси міського, приміського та міжнародного сполучень. На станції Стрий працює 7 кімнат відпочинку.
У місті також розташована станція Стрий II, яка обслуговує виключно вантажні поїзди.

## Галерея

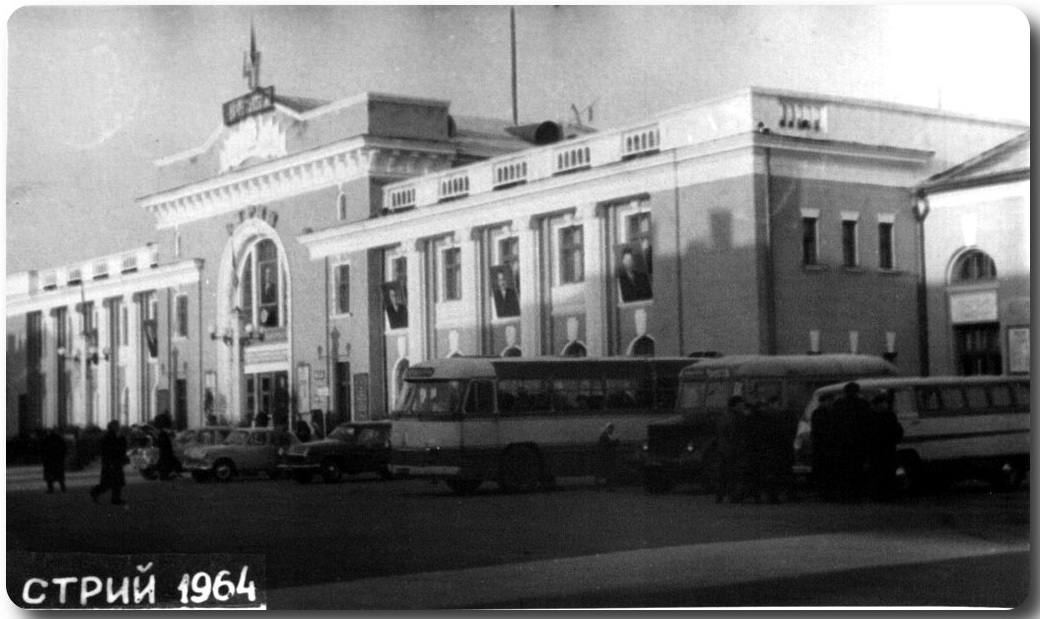
Вокзал  (1964)
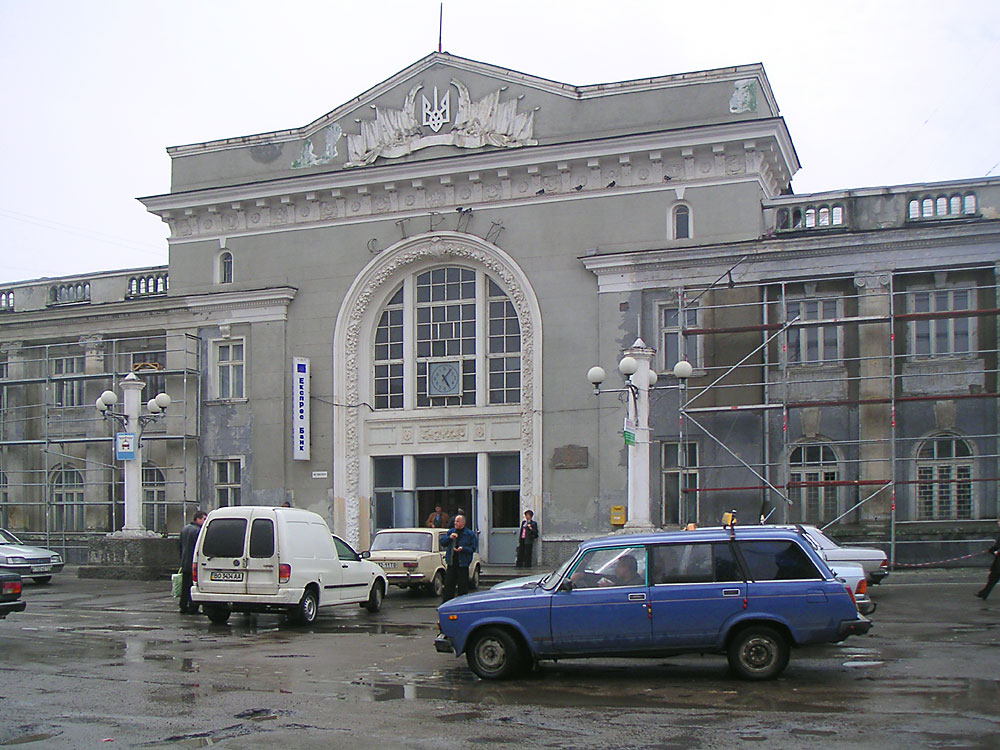
Вокзал під час ремонту (2005)
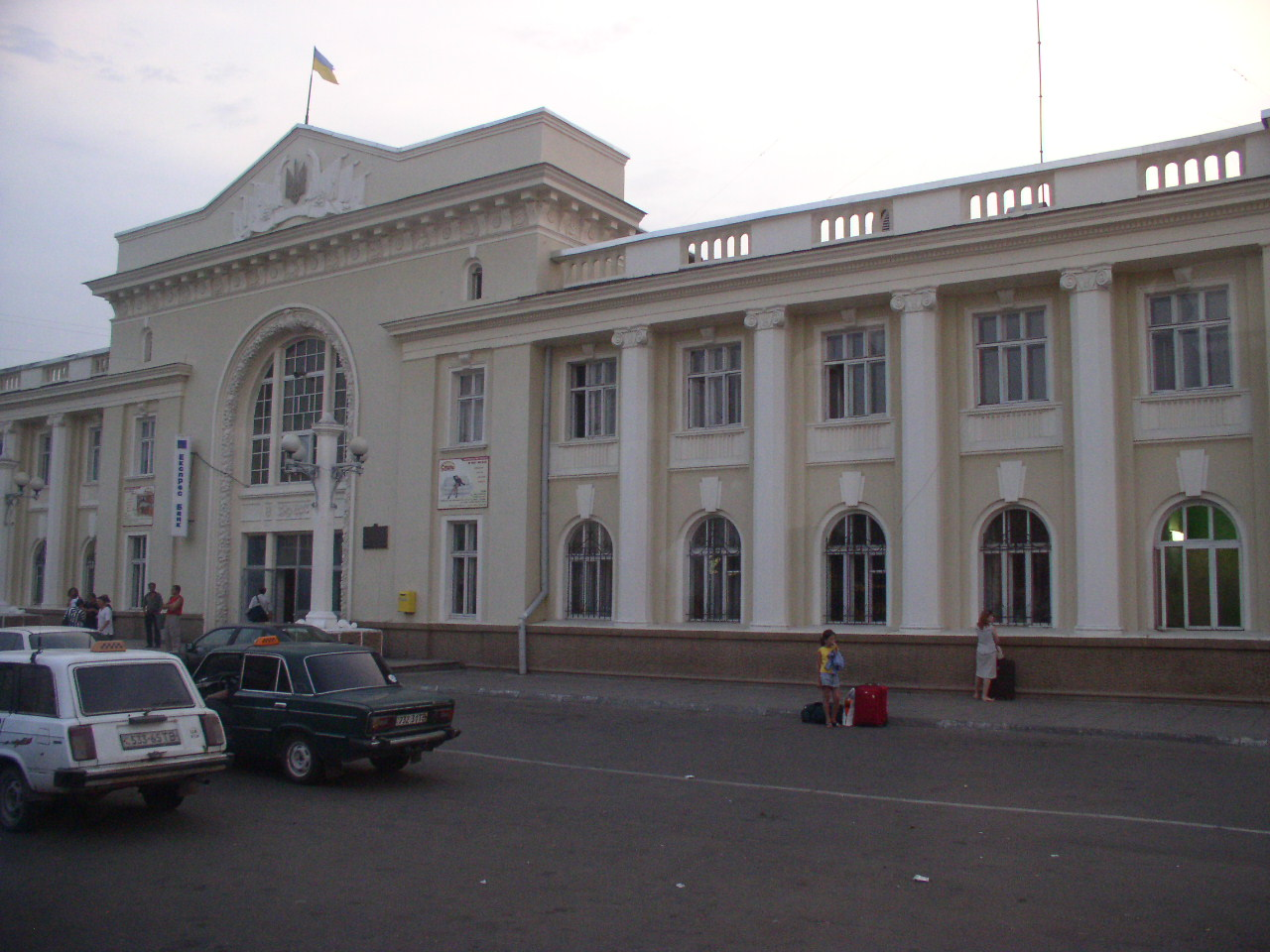
Вокзал після ремонту (2006)